# Evloghios Hessler
Evloghios Hessler, geborener Klaus-Augustin Hessler (* 21. Februar 1935 in Dortmund; † 20. Januar 2019) war ein deutscher Geistlicher und leitender Metropolit der nichtkanonischen, sich selbst aber als autokephal verstehenden orthodoxen Metropolie von Aquileia und Westeuropa.

## Leben
Klaus-Augustin Hessler wurde in einer römisch-katholischen Familie geboren. Er studierte katholische Theologie an der Päpstlichen Universität Heiliger Thomas von Aquin in Rom.
Nach einiger Zeit trat er zur orthodoxen Kirche über und ließ sich 1971 zum Priester der Russisch-Orthodoxen Kirche im Exarchat von Westeuropa weihen. Er war zunächst Priester in Italien und wurde 1975 Archimandrit eines orthodoxen Klosters. Dafür nahm er den geistlichen Namen Eulogios an.
Nach einigen Jahren wechselte er zur Kirche der wahren orthodoxen Christen Griechenlands (Chrysostomos-Synode) und wurde dort 1984 Bischof von Mailand und der Lombardei in der Metropolie von Westeuropa. 1985 verließ er mit der Metropolie die griechische Kirche und wurde zum Erzbischof von Mailand ernannt.
1990 gründete er mit anderen Geistlichen die Metropolie von Aquileia und Westeuropa, nachdem der vorherige Metropolit Gabriele mit zwei Bischöfen und deren Eparchien die Metropolie verlassen hatte. Er wurde neuer leitender Metropolit der Metropolie von Aquileia.
1994 konnte er eine Unterstellung der Metropolie unter die Ukrainisch-Orthodoxe Kirche – Kiewer Patriarchat erreichen. 1997 löste er die Zugehörigkeit wieder, nachdem Patriarch Philaret von ihm verlangt hatte, sein Koukoulion (Kopfbedeckung) abzulegen und sich von den nordamerikanischen Diözesen zu trennen, da diese den westlichen orthodoxen Ritus anstelle des byzantinischen Ritus in der Liturgie verwendeten.
2011 bemühte sich Metropolit Evloghios um eine Unterstellung der Metropolie von Aquileia unter die Russisch-Orthodoxe Kirche. 2012 erklärte er zu diesem Zweck den Verzicht auf seinen Rang als Metropolit und Erzbischof und trat als Archimandrit auf. 2013 nahm er wieder den Status eines Metropoliten und Erzbischofs an, nachdem  das Patriarchat von Moskau keine ernsthaften Bemühungen mehr an einem Zusammengehen der Kirchen gezeigt hatte.